# Chamigny
Chamigny – miejscowość i gmina we Francji, w regionie Île-de-France, w departamencie Sekwana i Marna.
Według danych na rok 1990 gminę zamieszkiwało 1237 osób, a gęstość zaludnienia wynosiła 87 osób/km² (wśród 1287 gmin regionu Île-de-France Chamigny plasuje się na 586. miejscu pod względem liczby ludności, natomiast pod względem powierzchni na miejscu 188.).